# Danh sách pharaon
Danh sách các pharaon của Ai Cập cổ đại bắt đầu từ giai đoạn Tiền Vương triều khoảng năm 3100 trước công nguyên tới Vương triều Ptolemaios sau khi Ai Cập trở thành một tỉnh La Mã dưới thời Augustus vào năm 30 TCN.
Niên đại trị vì của các Pharaon gần đúng. Danh sách các Pharaon được đưa theo bảng niên đại của Ai Cập cổ đại.

## Các tài liệu cổ chính về các Pharaon
Các văn bản tài liệu gốc cổ về các Pharaon hiện vẫn chưa đầy đủ:
- Tấm bia đá Palermo
- Danh sách vua Turin
- Manetho's Aegyptiaca (lịch sử Ai Cập)
- Danh sách vua Abydos
- Danh sách vua Karnak
- Bia đá Nam Saqqara (phát hiện năm 1923, gồm Vương triều thứ Sáu)
- Danh sách Saqqara (phát hiện năm 1861, gồm Vương triều thứ 1-12)

Archibald Sayce đã đưa dữ liệu để so sánh khảo nghiệm trong cuốn sách Các Đế chế cổ đại của phương Đông (1884), thêm vào đó các danh sách xuất hiện trong những tác phẩm của Herodotus, Diodorus, Eratosthenes và của các "nhà văn Ả Rập". Tuy nhiên danh sách không xuất hiện trong cuốn sách của Sayce mà được tìm thấy trong cuốn sách Sothis do George Syncellus dành tặng cho Manetho.

## Thời đại huyền thoại
Trong các văn bia Palermo, Turin và danh sách vua của Manetho, có những phiên bản tên khác nhau của 8 vị thần này.
| Danh sách Vua Turin | Manetho (tương đương Hy Lạp)                       | Biểu tượng            | Hình |
| ------------------- | -------------------------------------------------- | --------------------- | ---- |
| Ptah                | Hephestus (Ptah)                                   | Thủ công và sáng tạo  |      |
| Ra                  | Helios (Apollo)                                    | Mặt trời              |      |
| Shu                 | Aelos hoặc Agathosdaimon (có thể là Sothis?) (Shu) | Không khí             |      |
| Geb                 | Gaia                                               | Đất                   |      |
| ?                   | Demeter                                            | Ngũ cốc và sinh sản   |      |
| Osiris              | Hades                                              | Kiếp sau              |      |
| Set                 | Ares                                               | Hỗn loạn, Chiến tranh |      |
| Horus               | Zeus                                               | Chiến tranh, bầu trời |      |
| Thoth               | Hermes                                             | Kiến thức và trí tuệ  |      |
| Ma'at               |                                                    | Trật tự               |      |

Các vị bán thần cai trị:
| Danh sách vua Turin                 | Thời gian | Manetho              | Thời gian |
| Vương triều thứ hai của các vị thần | -         | Vương triều nửa thần | -         |
| Vương triều 3 Achu                  | -         | 30 vua từ Memphis    | 1790 năm  |
| Vương triều môn đệ của Horus        | -         | 10 vua từ Thinis     | 350 năm   |

## Thời kỳ cổ xưa
Thời kỳ cổ xưa bao gồm thời kỳ Tiền Vương triều Ai Cập, khi Hạ Ai Cập và Thượng Ai Cập được cai trị như 2 quốc gia riêng biệt.

### Tiền Vương triều: Hạ Ai Cập
Hạ Ai Cập được tính từ phía bắc sông Nile tới đồng bằng sông Nile. Danh sách sau không đầy đủ:
| Tên          | Ghi chú                                       | Trị vì      |
| ------------ | --------------------------------------------- | ----------- |
| Hsekiu       | Biết đến duy nhất tại phiến đá Palermo        | ?           |
| Khayu        | Biết đến duy nhất tại phiến đá Palermo        | ?           |
| Tiu          | Biết đến duy nhất tại phiến đá Palermo        | ?           |
| Thesh        | Biết đến duy nhất tại phiến đá Palermo        | ?           |
| Neheb        | Biết đến duy nhất tại phiến đá Palermo        | ?           |
| Wazner       | Biết đến duy nhất tại phiến đá Palermo        | ?           |
| Mekh         | Biết đến duy nhất tại phiến đá Palermo        | ?           |
| (xóa bỏ)     | Biết đến duy nhất tại phiến đá Palermo        | ?           |
| Đôi chim ưng | Chứng thực tìm thấy từ Sinai và Thượng Ai Cập | ~ 3100 TCN? |

### Tiền Vương triều: Thượng Ai Cập

#### Vương triều 00
| Tên          | Hình | Mô tả | Trị vì     |
| ------------ | ---- | --- | ---------- |
| Gazelle      | –    | Vào năm 3250 trước công nguyên, rất có thể không bao giờ tồn tại                                                                       | Naqada III |
| Finger Snail | –    | Sự tồn tại của vị vua này chưa chắc chắn                                                                                               | Naqada III |
| Cá           | –    | Chỉ được biết đến qua những đồ tạo tác mang dấu ấn của ông, khoảng 3250 - 3220 trước công nguyên. Rất có thể ông không bao giờ tồn tại | Naqada III |
| Voi          |      | kết thúc thiên niên kỷ thứ Tư TCN | Naqada III |
| Động vật     | –    | Rất có thể không bao giờ tồn tại | Naqada III |
| Cò           | –    | Rất có thể không bao giờ tồn tại | Naqada III |
| Canide       | –    | Rất có thể không bao giờ tồn tại | Naqada III |
| Bò Đực       | –    | thiên niên kỷ thứ Tư TCN. Rất có thể không bao giờ tồn tại                                                                             | Naqada III |
| Scorpion I   | –    | Là người cai trị đầu tiên của Thượng Ai Cập. Khoảng 3250-3200 TCN                                                                      | Naqada III |

#### Vương triều 0
Thượng Ai Cập gồm khu vực thung lũng sông Nile, phía nam đồng bằng sông Nile. Danh sách sau không đầy đủ và chắc chắn:
| Tên          | Hình | Trị vì      | Ghi chú                                                            |
| ------------ | ---- | ----------- | ------------------------------------------------------------------ |
| Iry-Hor      |      | ~ 3150 TCN? | Có thể là vị vua tiền triều trước Ka. Chắc chắn đã cai trị Memphis |
| Ka           |      | ~ 3100 TCN  | có thể đọc là Sekhen. Có thể là vị vua tiền triều của Narmer.      |
| Vua Scorpion |      | ~ 3150 TCN  | có thể đọc là Serqet; có thể cũng là Narmer.                       |
| Narmer       |      | ~ 3150 TCN  | Là vị vua đã thống nhất Thượng và Hạ Ai Cập.                       |

### Vương triều thứ Nhất
Vương triều thứ Nhất bắt đầu từ khoảng năm 3150-2890 trước Công nguyên. (Không có thời gian chính xác để xác định niên đại cho giai đoạn Cổ và Trung vương quốc, và có sự khác biệt lớn trong việc ước lượng Vương triều giữa các nhà Ai Cập học khác nhau)
| Tên       | Hình | Trị vì         | Ghi chú                                                                                                 |
| --------- | ---- | -------------- | --- |
| Narmer    |      | ~ 3150 TCN     | Được cho cũng là Menes và đã thống nhất Thượng và Hạ Ai Cập                                             |
| Hor-Aha   |      | ~ 3050 TCN     | — |
| Djer      |      | 41 năm         | — |
| Djet      |      | 10 năm         | — |
| Merneith  |      | —              | Bà đã nhiếp chính cho Den và có thể đã cai trị như một pharaon                                          |
| Den       |      | 42 năm         | Pharaon đầu tiên được miêu tả mang vương miện thống nhất của cả hai vùng đất và có tên hiệu Horus vàng. |
| Anedjib   |      | 10 năm         | — |
| Semerkhet |      | 9 năm          | — |
| Qa'a      |      | 2916?–2890 TCN | — |

Trong khoảng thời gian giữa Vương triều thứ Nhất và Vương triều thứ hai, có thể có hai pharaon từng trị vì:
| Tên        | Hình | Trị vì     | Ghi chú              |
| ---------- | ---- | ---------- | -------------------- |
| Sneferka   |      | ~ 2900 TCN | Vương triều rất ngắn |
| Horus Bird |      | ~ 2900 TCN | Vương triều rất ngắn |

### Vương triều thứ Hai
Vương triều thứ Hai bắt đầu từ khoảng năm 2890-2686 TCN.
| Tên                | Hình | Trị vì    | Ghi chú                                                                           |
| ------------------ | ---- | --------- | --------------------------------------------------------------------------------- |
| Hotepsekhemwy      |      | 25–29 năm | -                                                                                 |
| Nebra              |      | 10–14 năm | Tên có thể được đọc là Raneb hơn là Nebra. Có thể cũng là Weneg.                  |
| Nynetjer           |      | 43–45 năm | Có thể Ai Cập đã bị chia tách bởi những người kế vị ông sau đó                    |
| Weneg              |      |           | Có thể là Sekhemib-Perenmaat hoặc Raneb                                           |
| Senedj             |      |           | Có thể là Seth Peribsen                                                           |
| Seth-Peribsen      |      |           | có thể chỉ trị vì tại Thượng Ai Cập, và có thể là Senedj hoặc Sekhemib-Perenmaat. |
| Sekhemib-Perenmaat |      |           | có thể chỉ trị vì tại thượng Ai Cập và có thể là Seth-Peribsen.                   |
| Khasekhem(wy)      |      | 17-18 năm | Thống nhất Ai Cập sau một thời kỳ hỗn loạn khoảng năm 2690 TCN                    |

## Cổ vương quốc
Cổ Vương quốc Ai Cập tồn tại trong thiên niên kỷ thứ Ba trước công nguyên khi Ai Cập đạt đến giai đoạn cực thịnh đầu tiên của nền văn minh cùng với những thành tựu vượt trội (đây là thời điểm đánh dấu giai đoạn đỉnh cao của nền văn minh sông Nile), khoảng thời gian từ Vương triều thứ Ba đến Vương triều thứ Sáu (từ năm 2686-2181 trước Công nguyên). Nhiều nhà Ai Cập học cho rằng cũng có thể bao gồm Vương triều thứ Bảy và 8 vì đây là giai đoạn tập trung quyền lực tại Memphis. Tiếp nối thời kỳ Cổ vương quốc là giai đoạn khủng hoảng chia rẽ và suy giảm văn hóa, các nhà Ai Cập học gọi đấy là thời kỳ chuyển tiếp đầu tiên hoặc thời kỳ đau ốm đầu tiên.
Kinh đô của thời kỳ Cổ Vương quốc đặt tại Memphis, nơi Djoser thiết lập nên triều đình của ông. Thời kỳ Cổ Vương quốc được biết đến nhiều nhất thông qua việc xây dựng các kim tự tháp để chôn cất các pharaon. Thời đại này thường được gọi "thời đại các kim tự tháp".

### Vương triều thứ Ba
Vương triều thứ Ba bắt đầu từ năm 2686 tới 2613 TCN.
| Tên        | Hình | Trị vì                                                                                    | Ghi chú |
| ---------- | ---- | ----------------------------------------------------------------------------------------- | --- |
| Djoser     |      | 19 hoặc 28 năm tới khoảng 2670 TCN; bắt đầu cai trị trong giai đoạn giữa năm 2691 và 2625 | Ra lệnh cho xây dựng kim tự tháp đầu tiên của Ai Cập, Kim tự tháp Djoser được xây dựng bởi kiến trúc sư trưởng và ký lục Imhotep |
| Sekhemkhet |      | 2649–2643                                                                                 | Imhotep đã tham gia vào việc xây dựng công trình kim tự tháp chưa hoàn tất của ông                                               |
| Sanakhte   |      | ~ 2650                                                                                    | có thể là Nebka |
| Khaba      |      | 2643–2637                                                                                 | Xây dựng một kim tự tháp bậc thang chưa hoàn thiện                                                                               |
| Huni       |      | 2637–2613                                                                                 | Có thể là Qahedjet, cũng đã có thể bắt đầu xây dựng kim tự tháp Meidum                                                           |

### Vương triều thứ Tư
Vương triều thứ Tư bắt đầu từ 2613 tới 2498 TCN bao gồm các Pharaon đã xây dựng Khu lăng mộ Giza như Khufu (Cheops), Khafra (Chephren), và Menkaura (Mycerinus).
| Tên                 | Hình | Trị vì                                                                          | Ghi chú |
| ------------------- | ---- | ------------------------------------------------------------------------------- | --- |
| Sneferu             |      | 2613–2589 TCN                                                                   | Xây dựng kim tự tháp Meidum và kim tự tháp cong (341 ft/103m từ chân tháp tới đỉnh). Ông cũng được biết tới là người đầu tiên xây dựng kim tự tháp "đúng nghĩa", Kim tự tháp Đỏ. Nhiều giả thiết cho rằng ông được chôn cất tại kim tự tháp đỏ, hoặc giả thiết khác tại kim tự tháp cong. Tại kim tự tháp đỏ đã tìm thấy được bộ xương nhưng không xác định được có phải của ông hay không. |
| Khufu               |      | 2589–2566 TCN                                                                   | Còn được gọi là Cheops. Xây dựng kim tự tháp vĩ đại tại Giza. Có ghi chép ghi lại rằng Khufu là người thứ Ba trong gia đình nằm quyền, giai đoạn giữa Sneferu và Khufu có thể có một số người anh trai của Khufu nằm quyền trong thời gian ngắn nhưng vì nhiều lý do qua đời. |
| Djedefra (Radjedef) |      | 2566–2558 TCN                                                                   | Nhiều người tin rằng ông là người tạo ra tượng nhân sư tại Giza để tượng niệm người cha quá cố của mình. Ông cũng là người xây dựng kim tự tháp Abu Rawash. Tuy nhiên kim tự tháp này đã bị người La Mã phá hủy. |
| Khafre              |      | 2558–2532 TCN                                                                   | Còn được gọi Chephren ông xây dựng kim tự tháp Khafre lớn thứ Hai tại Giza. Một số người cho rằng ông cũng xây dựng tượng Nhân sư |
| —                   | –    | Một số tác giả ghi là Bikheris, theo Manetho                                    | — |
| Menkaura            |      | 2532–2503 TCN                                                                   | tiếng Hy Lạp cổ:Mycerinus. Kim tự tháp của ông là kim tự tháp thứ ba và nhỏ nhất tại Giza. |
| Shepseskaf          |      | 2503–2498 TCN                                                                   | Không xây kim tự tháp theo truyền thống và thay vào đó xây dựng Mastabat el-Fara'un dành cho ông. |
| Djedefptah          | —    | Ở đây một số tác giả ghi là Djedefptah còn được hiểu là Thampthis, theo Manetho | — |

### Vương triều thứ Năm
Vương triều thứ Năm từ năm 2498 tới 2345 TCN.
| Tên               | Hình | Trị vì        | Ghi chú                                                                               |
| ----------------- | ---- | ------------- | ------------------------------------------------------------------------------------- |
| Userkaf           |      | 2498–2491 TCN | Chôn cất tại kim tự tháp Userkaf. Xây dựng ngôi đền mặt trời đầu tiên tại Abusir.     |
| Sahure            |      | 2490–2477 TCN | Dời nghĩa trang hoàng gia tới Abusir, ở đây ông xây dựng kim tự tháp Sahure cho mình. |
| Neferirkare Kakai |      | 2477–2467 TCN | Con của Sahure, sinh ra với tên là Ranefer                                            |
| Neferefre         |      | 2460–2458 TCN | Con của Neferirkare                                                                   |
| Shepseskare       |      | vài tháng     | Trị vì sau Neferefre và chỉ vài tháng, có thể là con của Sahure.                      |
| Nyuserre Ini      |      | 2445–2422 TCN | Em của Neferefre                                                                      |
| Menkauhor Kaiu    |      | 2422–2414 TCN | Vị pharaon cuối cùng xây dựng đền mặt trời.                                           |
| Djedkare Isesi    |      | 2414–2375 TCN | —                                                                                     |
| Unas              |      | 2375–2345 TCN | Kim tự tháp Unas là kim tự tháp có những bản văn sớm nhất                             |

### Vương triều thứ Sáu
Vương triều thứ Sáu từ năm 2345 tới 2181 TCN.
| Tên                   | Hình | Trị vì                                       | Ghi chú |
| --------------------- | ---- | -------------------------------------------- | --- |
| Teti                  |      | 2345–2333 TCN                                | có thể bị sát hại bởi người kế nhiệm |
| Userkare              |      | 2333–2332 TCN                                | trị vì từ 1 tới 5 năm, có thể đã cướp ngôi của Teti |
| Meryre Pepi I         |      | 2332–2283 TCN                                | — |
| Merenre Nemtyemsaf I  |      | 2283–2278 TCN                                | — |
| Neferkare Pepi II     |      | 2278–2184 TCN                                | Có thể là người trị vì lâu nhất lịch sử loài người với 94 năm trên ngai vàng. Ngoài ra, có thể trị vì "duy nhất" 64 năm.                                                                            |
| Neferka               |      | 2200–2199 TCN                                | Trị vì cùng Pepi II; có thể là con hoặc cùng trị vì. |
| Merenre Nemtyemsaf II |      | 1 năm và 1 tháng ~ 2184 TCN                  | Pharaon ít tuổi nhất, có thể là con trai của Pepi II. |
| Neitiqerty Siptah     |      | Trị vì trong thời gian ngắn: ~ 2184–2181 TCN | Được đồng nhất với Netjerkare. Vị pharaoh này được cho là nguồn gốc tạo nên nữ hoàng huyền thoại Nitocris của Herodotus và Manetho. Đôi khi có thể được coi là vị vua đầu tiên của Vương triều 7/8. |

## Thời kỳ chuyển tiếp thứ nhất
Thời kỳ chuyển tiếp thứ nhất (2181-2060 TCN) là khoảng thời gian cuối Cổ vương quốc tới đầu thời kỳ Trung vương quốc.
Cổ vương quốc nhanh chóng sụp đổ sau khi Pepi II qua đời. Ông trị vì 94 năm, lâu hơn bất kỳ quốc vương trong lịch sử, và qua đời ở tuổi 100. Những năm cuối Vương triều của ông đã được đánh dấu yếu kém do tuổi tác cao của ông.
Sự thống nhất của hai vương quốc không còn và các lãnh chúa đã phải đối phó với nạn đói.
Khoảng năm 2160 TCN, một triêu đại các vị pharaoh mới đã cố gắng thống nhất Hạ Ai Cập từ kinh đô Herakleopolis Magna của họ. Trong khi đó, một Vương triều khác tại Thebes đã tái thống nhất Thượng Ai Cập và một cuộc đụng độ giữa hai vương triều là điều không thể tránh khỏi.
Khoảng năm 2055 TCN, Mentuhotep II, con trai của pharaoh Intef III đánh bại các vị pharaoh Herakleopolis và thống nhất hai lại vương quốc, mở đầu thời kỳ Trung vương quốc.

### Vương triều thứ Bảy và thứ Tám
Vương triều thứ Bảy và 8 bắt đầu từ khoảng năm 2187 tới khoảng năm 2160 TCN. Bao gồm các nhà vị vua cai trị ở Memphis. Bảng này dựa theo danh sách vua Abydos có niên đại từ Vương triều Seti I.
| Tên                      | Hình | Trị vì        | Ghi chú                                                                                           |
| ------------------------ | ---- | ------------- | ------------------------------------------------------------------------------------------------- |
| Menkare                  |      |               | Được chứng nhận từ lăng mộ Nữ hoàng Neit.                                                         |
| Neferkare II             |      |               |                                                                                                   |
| Neferkare (III) Neby     |      |               | Chứng thực tại ngôi mộ người mẹ của ông Ankhesenpepi, bắt đầu xây dựng một kim tự tháp ở Saqqara. |
| Djedkare Shemai          |      |               |                                                                                                   |
| Neferkare (IV) Khendu    |      |               |                                                                                                   |
| Merenhor                 |      |               |                                                                                                   |
| Neferkamin               |      |               |                                                                                                   |
| Nikare                   |      |               |                                                                                                   |
| Neferkare (V) Tereru     |      |               |                                                                                                   |
| Neferkahor               |      |               |                                                                                                   |
| Neferkare (VI) Pepiseneb |      |               |                                                                                                   |
| Neferkamin Anu           |      |               |                                                                                                   |
| Qakare Ibi               |      | 2169–2167 TCN | Xây dựng một kim tự tháp ở Saqqara và được chứng thực lần cuối trong một bản văn kim tự tháp      |
| Neferkaure               |      | 2167–2163 TCN | Được chứng thực từ một hoặc ba sắc lệnh ở đền thờ Min tại Coptos                                  |
| Neferkauhor Khuwihapi    |      | 2163–2161 TCN | Chứng thực thông qua 8 sắc lệnh tại đền thờ thần Min và dòng chữ khắc trên lăng mộ của Shemay.    |
| Neferirkare              |      | 2161–2160 TCN | Chứng thực tại đền thờ thần Min                                                                   |

### Vương triều thứ Chín
Vương triều thứ Chín cai trị từ năm 2160-2130 TCN. Theo danh sách vua Turin, Vương triều 9 và 10 có tất cả 18 vị vua. Một số hiện nay chưa tìm được tên.
| Tên                            | Hình | Trị vì    | Ghi chú                                            |
| ------------------------------ | ---- | --------- | -------------------------------------------------- |
| Meryibre Khety I (Acthoes I)   |      | 2160–2155 | Manetho cho rằng Achthoes bắt đầu Vương triều này. |
| —                              |      | 2155–2150 | -                                                  |
| Neferkare VII                  |      | 2150–2145 | -                                                  |
| Nebkaure Khety II (Acthoes II) |      | 2145–2140 | -                                                  |
| Senenh— hoặc Setut             |      | 2140–2135 | -                                                  |
| (xoá bỏ)                       |      |           | -                                                  |
| (xóa bỏ)                       |      | 2133–2132 | -                                                  |
| (xóa bỏ)                       |      | 2132–2131 | -                                                  |
| (xóa bỏ)                       |      | 2131–2130 | -                                                  |

### Vương triều thứ Mười
Vương triều thứ Mười là nhóm các lãnh chúa địa phương cai trị Hạ Ai Cập từ 2130-2040 TCN
| Tên                         | Hình | Trị vì    | Ghi chú |
| --------------------------- | ---- | --------- | ------- |
| Meryhathor                  |      | 2130–2125 | —       |
| Neferkare VIII              |      | 2125–2125 | —       |
| Wahkare Khety (Acthoes III) |      | 2125—2075 | —       |
| Merykare                    |      | 2075–2040 | —       |

### Vương triều thứ Mười một
Vương triều thứ Mười một là các lãnh chúa địa phương cai trị khu vực Thượng Ai Cập từ 2134 tới 1991 TCN. Vương triều thứ Mười một có nguồn gốc từ các lãnh chúa Thebes phụng sự các vị vua Vương triều 8, 9 hoặc 10.
| Tên               | Hình | Trị vì | Ghi chú |
| ----------------- | ---- | ------ | --- |
| Intef Già Iry-pat |      | —      | Lãnh chúa Thebes phụng sự một vị vua vô danh, sau này được nhiều người cho rằng là vị vua sáng lập Vương triều thứ Mười một. |

Những vị vua kế vị Intef Già bắt đầu từ Mentuhotep I đã trở thành những vị vua độc lập ở phía nam và cuối cùng thống nhất Ai Cập vào Vương triều Mentuhotep II.
| Tên                        | Hình | Trị vì        | Ghi chú                                                                |
| -------------------------- | ---- | ------------- | ---------------------------------------------------------------------- |
| Mentuhotep I Tepy-a        |      | ?–2134 TCN    | Trên danh nghĩa là lãnh chúa Thebes nhưng đã cai trị một cách độc lập. |
| Sehertawy Intef I          |      | 2134–2117 TCN | Thành viên đầu tiên của Vương triều có danh hiệu Horus.                |
| Wahankh Intef II           |      | 2117–2069 TCN | Chinh phạt Abydos và châu của nó.                                      |
| Nakhtnebtepnefer Intef III |      | 2069–2060 TCN | Chinh phạt Asyut và có thể tiến xa hơn lên đến châu thứ Mười bảy.      |

## Trung vương quốc
Trung vương quốc (2060-1802 TCN) là giai đoạn giữa thời kỳ chuyển tiếp thứ nhất và thời kỳ chuyển tiếp thứ hai. Ngoài Vương triều thứ Mười hai, một số học giả cho rằng có thể gồm cả Vương triều thứ Mười một, 13 và 14. Giai đoạn Trung vương quốc đã ghi nhận sự mở rộng giao thương ra bên ngoài vương quốc trong thời gian này. Việc mở rộng giao thương đã dẫn tới sự sụp đổ của trung vương quốc, cũng như dẫn tới cuộc xâm lược của người Hyksos. 

### Vương triều thứ Mười một tiếp tục
Thời kỳ sau của Vương triều thứ Mười một được coi là một phần của trung vương quốc.
| Tên                      | Hình | Trị vì        | Ghi chú |
| ------------------------ | ---- | ------------- | --- |
| Nebhetepre Mentuhotep II |      | 2060–2010 TCN | Đã thống nhất Ai Cập ~ 2015 TCN, thời kỳ Trung vương quốc bắt đầu.                                                                                               |
| Sankhkare Mentuhotep III |      | 2010–1998 TCN | Chỉ huy cuộc thám hiểu đầu tiên bằng thuyền của Trung vương quốc                                                                                                 |
| Nebtawyre Mentuhotep IV  |      | 1997–1991 TCN | Vị Pharaon ít được biết đến và không có mặt trong các danh sách vua sau này; lăng mộ không rõ. Có thể bị lật đổ bởi tể tướng và cũng là người kế vị Amenemhat I. |

### Các vị vua bí ẩn, xuất hiện tại Hạ Nubia
| Tên         | Hình | Trị vì | Ghi chú |
| ----------- | ---- | ------ | --- |
| Segerseni   |      |        | Vị vua bí ẩn không có mặt trong danh sách vua; lăng mộ không rõ. Chứng thực duy nhất tại Thượng Nubia, có thể là người soán ngôi cuối vương triều 11 hoặc đầu vương triều 12. |
| Qakare Ini  |      |        | Vị vua bí ẩn không có mặt trong danh sách vua; lăng mộ không rõ. Chứng thực duy nhất tại Thượng Nubia, có thể là người soán ngôi cuối vương triều 11 hoặc đầu vương triều 12. |
| Iyibkhentre |      |        | Vị vua bí ẩn không trong có mặt danh sách vua; lăng mộ không rõ. Chứng thực duy nhất tại Thượng Nubia, có thể là người soán ngôi cuối vương triều 11 hoặc đầu vương triều 12. |

### Vương triều thứ Mười hai
Vương triều thứ Mười hai bắt đầu từ năm 1991 tới 1802 TCN.
| Tên                                    | Hình | Trị vì        | Ghi chú                                                                                                 |
| -------------------------------------- | ---- | ------------- | --- |
| Sehetepibre Amenemhat I                |      | 1991–1962 TCN | Nắm quyền sau khi lật đổ Mentuhotep IV. Qua đời do bị ám sát.                                           |
| Kheperkare Senusret I (Sesostris I)    |      | 1971–1926 TCN | Xây dựng Nhà nguyện trắng                                                                               |
| Nubkaure Amenemhat II                  |      | 1929–1895 TCN | — |
| Khakheperre Senusret II (Sesostris II) |      | 1897–1878 TCN | — |
| Khakaure Senusret III (Sesostris III)  |      | 1878–1860 TCN | Vị pharaon hùng mạnh nhất thời trung vương quốc.                                                        |
| Nimaatre Amenemhat III                 |      | 1860–1815 TCN | — |
| Maakherure Amenemhat IV                |      | 1815–1807 TCN | Đã có giai đoạn đồng cai trị gần 1 năm dựa theo chữ khắc tại Konosso.                                   |
| Sobekkare Sobekneferu                  |      | 1807–1802 TCN | Một nữ pharaon.                                                                                         |
| Seankhibtawy Seankhibra                |      |               | Vị vua bí ẩn của Vương triều. Ông là kẻ cướp ngôi hoặc là một trong ba vị vua đầu tiên của Vương triều. |

## Thời kỳ chuyển tiếp thứ Hai

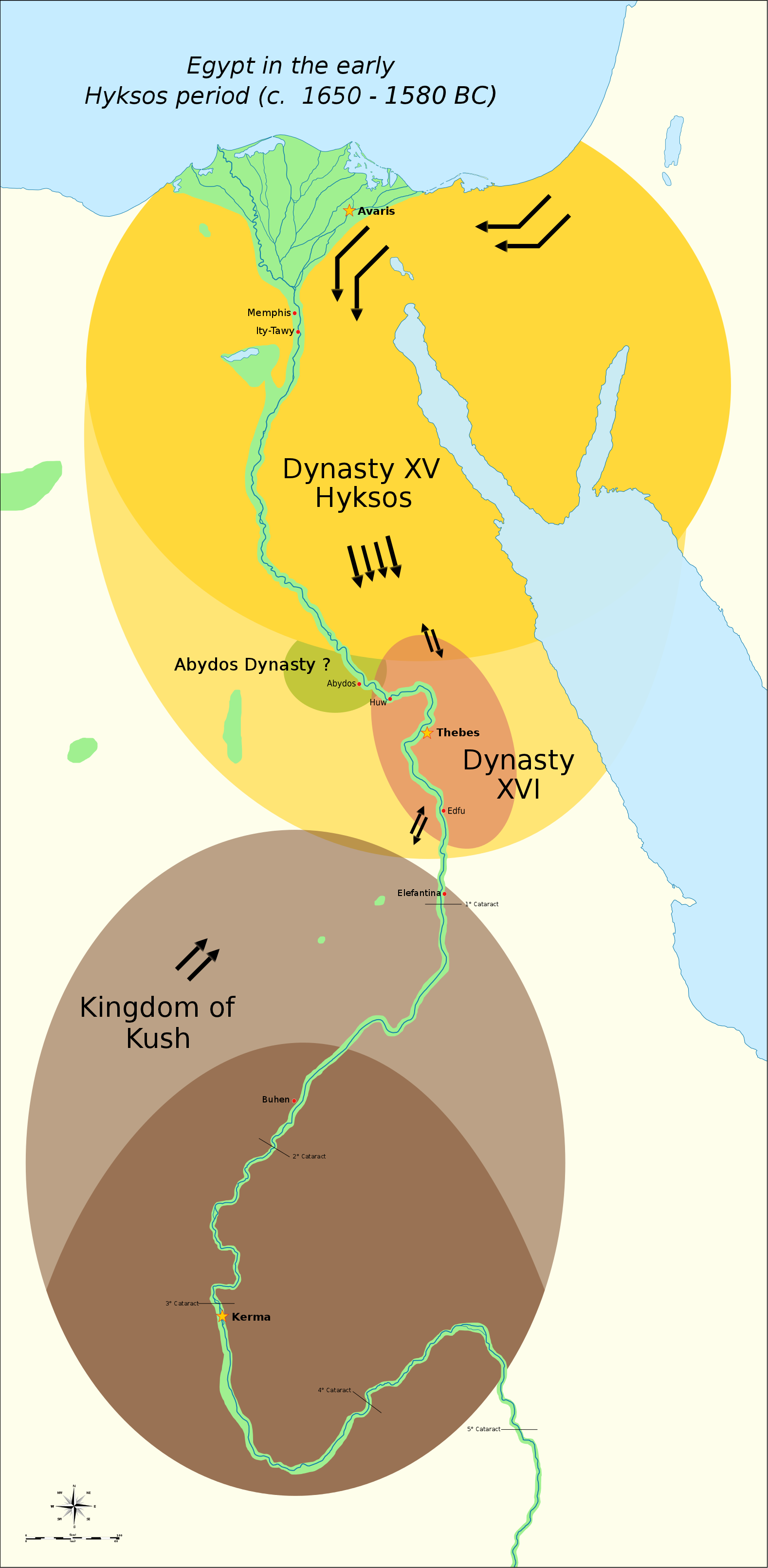
Các tung tâm chính trị thời kỳ chuyển tiếp lần thứ Hai (~ 1650 TCN - ~1550 TCN)

Thời kỳ chuyển tiếp thứ hai (1802-1550 trước Công nguyên) là giai đoạn khủng hoảng kéo dài từ cuối thời kỳ trung vương quốc và đến đầu thời kỳ tân vương quốc. Thời kỳ này thường được biết đến với Vương triều thứ Mười lăm của người Hyksos.
Vương triều thứ Mười ba yếu hơn hẳn Vương triều thứ Mười hai, và nó không thể kiểm soát được toàn bộ Ai Cập. Thời điểm bắt đầu Vương triều này là vào khoảng năm 1805 TCN hoặc trong giai đoạn khoảng năm 1710 TCN, gia tộc lãnh chúa địa phương tại Xois nằm trong khu vực đồng bằng phía đông, đã li khai khỏi chính quyền trung ương và lập nên Vương triều thứ Mười bốn của người Canaan.
Người Hyksos bắt đầu xuất hiệu dưới Vương triều của Sobekhotep IV, vào khoảng năm 1720 TCN và kiểm soát thị trấn Avaris (ngày nay là Tell el-Dab'a/Khata'na), họ còn chinh phục vương triều thứ Mười bốn. Sau đó vào khoảng năm 1650 TCN người Hyksos, có thể dưới sự lãnh đạo của Salitis đã chinh phạt Memphis qua đó chấm dứt Vương triều thứ Mười ba. Khoảng trống quyền lực được tạo ra ở Thượng Ai Cập sau khi Vương triều thứ Mười ba sụp đổ đã dẫn tới sự ra đời vương triều thứ Mười sáu độc lập ở Thebes, nhưng cũng được không bao lâu sau thì lại bị người Hyksos tấn công và tiêu diệt.
Sau khi người Hyksos rút khỏi Thượng Ai Cập, gia tộc lãnh chúa tại Thebes đã tự thiết lập vương triều của họ, Vương triều thứ Mười bảy ra đời. Vương triều này tiếp tục cuộc chiến tranh chống lại người Hyksos dưới Vương triều Seqenenre Tao, Kamose và kết thúc dưới Vương triều Ahmose, vị pharaon đầu tiên của thời kỳ tân vương quốc.

### Vương triều thứ Mười ba
Vương triều thứ Mười ba (theo Danh sách vua Turin) cai trị từ năm 1802- năm 1649 TCN và kéo dài 153 hoặc 154 năm theo Manetho. Bảng này nên được đối chiếu với các vị vua đã biết thuộc Vương triều thứ Mười ba.
| Tên                               | Hình | Trị vì                                                           | Ghi chú |
| --------------------------------- | ---- | ---------------------------------------------------------------- | --- |
| Sekhemre Khutawy Sobekhotep I     |      | 1802–1800 TCN                                                    | Sáng lập Vương triều 13. Thời gian cai trị của ông được chứng thực. Được gọi là Sobekhotep I theo giả thiết hiện hành, ông còn được gọi là Sobekhotep II theo các nghiên cữu cũ. |
| Sonbef                            |      | 1800–1796 TCN                                                    | Có thể là em của Sobekhotep I và là con trai của Amenemhat IV |
| Nerikare                          |      | 1796 TCN                                                         | |
| Sekhemkare Amenemhat V            |      | 1796–1793 TCN                                                    | 3-4 năm |
| Ameny Qemau                       |      | 1795–1792 TCN                                                    | Chôn cất tại kim tự tháp Ameny Qemau phía nam Dashur |
| Hotepibre Qemau Siharnedjheritef  |      | 1792–1790 TCN                                                    | Cũng được gọi là Sehotepibre |
| Iufni                             |      | Trị vì trong thời gian ngắn khoảng 1790 – 1788 TCN               | Được chứng thực trong bảng danh sách Turin |
| Seankhibre Amenemhet VI           |      | 1788–1785 TCN                                                    | — |
| Semenkare Nebnuni                 |      | 1785–1783 TCN hoặc 1739 TCN                                      | — |
| Sehetepibre Sewesekhtawy          |      | 1783–1781 TCN                                                    | — |
| Sewadjkare                        |      |                                                                  | Được biết đến duy nhất trong bản danh sách Turin |
| Nedjemibre                        |      | 7 tháng, 1780 TCN hoặc 1736 TCN                                  | Được biết đến duy nhất trong bản danh sách Turin |
| Khaankhre Sobekhotep              |      | Khoảng 3 năm, 1780–1777 TCN                                      | Được gọi là Sobekhotep II theo giả thiết hiện nay, trước đây được gọi là Sobekhotep I                                                                                            |
| Renseneb                          |      | 1777 TCN                                                         | 4 tháng |
| Awybre Hor I                      |      | Trị vì 1 năm 6 tháng, 1777–1775 TCN                              | Nổi tiếng với lăng mộ và bức tượng Ka |
| Sekhemrekhutawy Khabaw            |      | Khoảng 3 năm, 1775–1772 TCN                                      | có thể là con của Hor Awibre |
| Djedkheperew                      |      | Khoảng 2 năm, 1772–1770 TCN                                      | Có thể là con của Hor Awibre và anh của Khabaw, trước đó được dồng nhất với Khendjer                                                                                             |
| Sebkay                            |      |                                                                  | Có thể là 2 vua, Seb và con trai Kay. |
| Sedjefakare                       |      | 5 tới 7 năm hoặc 3 năm, 1769–1766 TCN                            | Vị vua nổi tiếng được chứng thực trong nhiều tài liệu. |
| Khutawyre Wegaf                   |      | ~1767 TCN                                                        | Vị vua sáng lập Vương triều theo các nghiên cứu cũ |
| Khendjer                          |      | Ít nhất 4 năm 3 tháng ~1765 TCN                                  | Có thể là vị pharaoh người semite đầu tiên, xây dựng kim tự tháp Khendjer tại Saqqara                                                                                            |
| Imyremeshaw                       |      | Trị vì ít hơn 10 năm, bắt đầu từ 1759 TCN hoặc 1711 TCN.         | Chứng thực tại 2 bức tượng khổng lồ |
| Sehetepkare Intef IV              |      | ?                                                                | — |
| Seth Meribre                      |      | ?                                                                | — |
| Sekhemresewadjtawy Sobekhotep III |      | ~1755–1751 TCN                                                   | 4 năm 2 tháng |
| Khasekhemre Neferhotep I          |      | 1751–1740 TCN                                                    | 11 năm |
| Menwadjre Sihathor                |      | 1739 TCN                                                         | Có thể cùng cai trị với anh trai là Neferhotep I. |
| Khaneferre Sobekhotep IV          |      | 1740–1730 TCN                                                    | 10 hoặc 11 năm |
| Merhotepre Sobekhotep V           |      | ~1730 TCN                                                        | — |
| Khahotepre Sobekhotep VI          |      | ~1725 TCN                                                        | 4 năm 8 tháng và 29 ngày |
| Wahibre Ibiau                     |      | 1725–1714 TCN hoặc 1712–1701 TCN                                 | 10 năm 8 tháng |
| Merneferre Ay I                   |      | 23 năm, 8 tháng và 18 ngày, 1701–1677 TCN hoặc 1714–1691 TCN     | vị vua trị vì lâu nhất trong Vương triều |
| Merhotepre Ini                    |      | 2 năm 3 hoặc 4 tháng và 9 ngày, 1677–1675 TCN hoặc 1691–1689 TCN | Có thể là con trai của vị vua tiền triều |
| Sankhenre Sewadjtu                |      | 3 năm và 2–4 tháng, 1675–1672 TCN                                | Được chứng thực duy nhất trong bản danh sách Turin |
| Mersekhemre Ined                  |      | 3 năm, 1672–1669 TCN                                             | Có thể là Neferhotep II |
| Sewadjkare Hori                   |      | 1669-1664 TCN                                                    | 5 năm |
| Merkawre Sobekhotep VII           |      | 1664–1663 TCN                                                    | 2 năm 6 tháng |
| Vua thứ Bảy                       |      | 1663 TCN –1662 TCN                                               | Tên bị khuyết trong bản danh sách Turin |
| Mer[…]re                          |      | 1662-1661 TCN                                                    | — |
| Merkheperre                       |      | 1661-1660 TCN                                                    | — |
| Merkare                           |      | 1660-1659 TCN                                                    | — |
| Khuyết tên                        |      | 1659-1655 TCN                                                    | — |
| Sewadjare Mentuhotep V            |      | 1655–1654 TCN                                                    | — |
| […]mosre                          |      | 1654–1653 TCN                                                    | — |
| Ibi […]maatre                     |      | 1653–1652 TCN                                                    | — |
| Hor[…] […]webenre                 |      | 1652–1651 TCN                                                    | — |
| Se...kare                         |      | 1651–1650 TCN                                                    | — |
| Seheqenre Sankhptahi              |      | 1650 TCN                                                         | Có thể là con của vị vua tiền triều |
| ...re                             |      | 1650 TCN                                                         | ? |
| Se...enre                         |      | 1650–1649 TCN                                                    | ? |

Vị trí các vị vua sau đây lại không chắc chắn:
| Tên                | Hình | Trị vì    | Ghi chú                                    |
| ------------------ | ---- | --------- | ------------------------------------------ |
| Dedumose I         |      | ~1654 TCN | Có thể là một vua Vương triều thứ Mười sáu |
| Dedumose II        |      | ~1653 TCN | Có thể là một vua Vương triều thứ Mười sáu |
| Sewahenre Senebmiu |      | ~1652 TCN | Cuối Vương triều thứ Mười ba.              |
| Snaaib             |      | ?         | Có thể là một vua thuộc Vương triều Abydos |

### Vương triều thứ Mười bốn
Vương triều thứ Mười bốn là Vương triều độc lập ở phía đông khu vực đồng bằng châu thổ với căn cứ tại Avaris. Vương triều này kéo dài từ năm 1805 TCN hoặc 1710 TCN đến khoảng năm 1650 TCN. Nhiều vị vua Vương triều thứ Mười bốn có tên Semite và được cho là có nguồn gốc từ Canaan.
| Tên                | Ảnh | Trị vì                                             | Ghi chú                                                   |
| ------------------ | --- | -------------------------------------------------- | --------------------------------------------------------- |
| Yakbim Sekhaenre   |     | 1805–1780 TCN                                      | Vị trí theo niên đại không chính xác, được Ryholt đề xuất |
| Ya'ammu Nubwoserre |     | 1780–1770 TCN                                      | Vị trí theo niên đại không chính xác, được Ryholt đề xuất |
| Qareh Khawoserre   |     | 1770–1760 TCN                                      | Vị trí theo niên đại không chính xác, được Ryholt đề xuất |
| 'Ammu Ahotepre     |     | 1760–1745 TCN                                      | Vị trí theo niên đại không chính xác, được Ryholt đề xuất |
| Sheshi             |     | 1745–1705 TCN                                      | Vị trí theo niên đại không chính xác, được Ryholt đề xuất |
| Nehesy             |     | ~1705 TCN                                          | Trị vì trong thời gian ngắn, có thể là con của Sheshi     |
| Khakherewre        |     | ?                                                  | -                                                         |
| Nebefawre          |     | ~1704                                              | -                                                         |
| Sehebre            |     | ?                                                  | Có thể là Wazad hoặc Sheneh                               |
| Merdjefare         |     | ~1699 TCN                                          | Có thể là Wazad hoặc Sheneh                               |
| Sewadjkare III     |     | ?                                                  | -                                                         |
| Nebdjefare         |     | ~1694 TCN                                          | -                                                         |
| Webenre            |     | ~1693 TCN                                          | -                                                         |
| —                  |     | ~1692 TCN                                          | -                                                         |
| Djefare?           |     | ~1691 TCN                                          | -                                                         |
| Webenre            |     | ~1690TCN                                           | -                                                         |
| Sekheperenre       |     | 2 tháng, trong giai đoạn giữa năm 1690 và 1649 TCN |                                                           |
| Anati Djedkare     |     | ~1683 TCN                                          | Được biết đến trong bản danh sách Turin                   |
| Bebnum             |     | ~1674 TCN                                          | Được biết đến trong bản danh sách Turin                   |
| 'Apepi             |     | ~1657 TCN                                          | Có the là con trai của 1 vị vua                           |

Các vị vua không chắc chắn:
| Hình      | Ảnh | Trị vì           | Ghi chú                                                                  |
| --------- | --- | ---------------- | ------------------------------------------------------------------------ |
| Nuya      |     |                  | Chứng thực bởi một con dấu bọ hung                                       |
| Wazad     |     | ~1700 TCN ?      | Có thể là Sehebre hoặc Merdjefare                                        |
| Sheneh    |     |                  | Có thể là Sehebre hoặc Merdjefare                                        |
| Shenshek  |     |                  | Chứng thực bởi một con dấu bọ hung                                       |
| Khamure   |     |                  |                                                                          |
| Yakareb   |     |                  |                                                                          |
| Yaqub-Har |     | Thế kỷ 17-16 TCN | Có thể thuộc Vương triều thứ Mười bốn, 15 hoặc chư hầu của người Hyksos. |

### Vương triều thứ Mười lăm
Vương triều thứ Mười lăm được những người Hyksos đến từ khu vực Lưỡi liềm phì nhiêu dựng nên, họ đã từng cai trị toàn bộ khu vực thung lũng sông Nile trong một thời gian ngắn, Vương triều của họ kéo dài từ năm 1674-1535 trước Công nguyên.
| Tên         | Ảnh | Trị vì              | Ghi chú                                                                                            |
| ----------- | --- | ------------------- | -------------------------------------------------------------------------------------------------- |
| Semqen      |     | 1649 TCN – 1640 TCN | Vị trí theo niên đại không chính xác.                                                              |
| 'Aper-'Anat |     | 1640 TCN – 1630 TCN | Vị trí theo niên đại không chính xác.                                                              |
| Sakir-Har   |     | 1630 TCN – 1620 TCN | -                                                                                                  |
| Khyan       |     | 30–40 năm           | Giai đoạn đỉnh cao quyền lực của người Hyksos, chinh phạt Thebes vào cuồi thời gian trị vì của ông |
| Apepi       |     | 40 năm hoặc hơn     | -                                                                                                  |
| Khamudi     |     | 1555–1544 TCN       | -                                                                                                  |

### Vương triều Abydos
Thời kỳ chuyển tiếp thứ Hai có thể bao gồm cả Vương triều Abydos tồn tại từ năm 1650 TCN cho đến năm 1600 TCN. Vương triều này gồm 4 vị vua nhưng chưa xác định được niên đại của họ.
| Hình                            | Ảnh | Trị vì | Ghi chú                                                                           |
| ------------------------------- | --- | ------ | --------------------------------------------------------------------------------- |
| Sekhemraneferkhau Wepwawetemsaf |     |        | Có thể thuộc về giai đoạn cuối Vương triều 16                                     |
| Sekhemrekhutawy Pantjeny        |     |        | Có thể thuộc về giai đoạn cuối Vương triều 16                                     |
| Menkhaure Snaaib                |     |        | Có thể thuộc về giai đoạn cuối Vương triều 13.                                    |
| Woseribre Senebkay              |     |        | Lăng mộ được khám phá năm 2014. Có thể là Woser[...]re trong bản danh sách Turin. |

### Vương triều thứ Mười sáu
Vương triều thứ Mười sáu do một Vương triều bản địa ở Thebes lập lên sau sự sụp đổ của Vương triều thứ Mười ba ở Memphis vào khoảng năm 1650 TCN và cuối cùng bị người Hyksos của Vương triều thứ Mười lăm chinh phạt vào năm 1580 TCN. Vương triều thứ Mười sáu chỉ kiểm soát vùng thượng Ai Cập.
| Tên                                | Ảnh | Trị vì | Ghi chú                                                                      |
| ---------------------------------- | --- | ------ | ---------------------------------------------------------------------------- |
| —                                  |     |        | Tên vị vua đầu tiên bị mất trong danh sách vua Turin, và không phục hồi được |
| Djehuti Sekhemresementawy          |     | 3 năm  | –                                                                            |
| Sobekhotep VIII Sekhemreseusertawy |     | 16 năm | –                                                                            |
| Neferhotep III Sekhemresankhtawy   |     | 1 năm  | –                                                                            |
| Mentuhotepi Seankhenre             |     | 1 năm  | Có thể là một vị vua của Vương triều thứ Mười bảy                            |
| Nebiryraw I Sewadjenre             |     | 26 năm | –                                                                            |
| Nebiriau II                        |     |        | –                                                                            |
| Semenre                            |     |        | –                                                                            |
| Bebiankh Seuserenre                |     | 12 năm | –                                                                            |
| Dedumose I Djedhotepre             |     |        | Có thể là một vị vua thuộc Vương triều thứ Mười ba                           |
| Dedumose II Djedneferre            |     |        | –                                                                            |
| Montuemsaf Djedankhre              |     |        | –                                                                            |
| Merankhre Mentuhotep VI            |     |        | –                                                                            |
| Senusret IV Seneferibre            |     |        | –                                                                            |
| Sekhemre Shedwast                  |     |        | –                                                                            |

Vương triều thứ Mười sáu có thể bao gồm Sneferankhre Pepi III và Nebmaatre. Niên biểu của họ chưa xác định được.

### Vương triều thứ Mười bảy
Vương triều thứ Mười bảy cai trị Thượng Ai Cập trong giai đoạn từ năm 1650-1550 TCN
| Tên                             | Ảnh | Trị vì        | Ghi chú                                                                  |
| ------------------------------- | --- | ------------- | ------------------------------------------------------------------------ |
| Sekhemrewahkhaw Rahotep         |     | ~1620 TCN     | -                                                                        |
| Sekhemre Wadjkhaw Sobekemsaf I  |     | -             | Trị vì gần 7 năm                                                         |
| Sekhemre Shedtawy Sobekemsaf II |     | -             | Lăng mộ của ông bị cướp phá và thiêu trụi dưới Vương triều vua Ramses IX |
| Sekhemre-Wepmaat Intef V        |     | -             | -                                                                        |
| Nubkheperre Intef VI            |     | -             | 1561-1558 TCN                                                            |
| Sekhemre-Heruhirmaat Intef VII  |     | -             | -                                                                        |
| Senakhtenre Ahmose              |     | ~1558 TCN     | -                                                                        |
| Seqenenre Tao                   |     | 1558–1554 TCN | Tử trận trong trận chiến với người Hyksos.                               |
| Kamose                          |     | 1554–1549 TCN |                                                                          |

## Tân Vương quốc

Lãnh thổ Ai Cập mở rộng tối đa trong thế kỷ XV TCN.

Thời kỳ Tân Vương quốc (1550-1077 TCN) là giai đoạn bao gồm các Vương triều 18, 19, 20 từ thế kỷ XVI tới thế kỷ XI TCN, giữa thời kỳ chuyển tiếp thứ Hai và 3.
Bằng các hoạt động quân sự, các vị vua của Tân vương quốc đã mở rộng lãnh thổ Ai Cập tới đỉnh cao của nó, bao gồm Nubia ở phía Nam và những vùng lãnh thổ rộng lớn ở Cận đông. Quân đội Ai Cập đã giao tranh với quân đội Hittite để tranh giành quyền kiểm soát vùng đất Syria ngày nay.
Hai vị pharaon nổi tiếng của thời kỳ này đó là Akhenaten, còn được biết tới với tên gọi khác là Amenhotep IV, thờ độc thần Aten. Và Ramesses II người đã cố gắng tái kiểm soát lại vùng đất Israel/Palestine, Lebanon và Syria ngày nay. Công cuộc tái chinh phục của ông đã dẫn tới trận chiến Qadesh và đích thân ông đã chỉ huy quân Ai Cập giao chiến với quân Hittite do vua Muwatalli II lãnh đạo.

### Vương triều thứ Mười tám
| Tên                                          | Hình | Trị vì | Ghi chú |
| -------------------------------------------- | ---- | --- | --- |
| Nebpehtire Ahmose I, Ahmosis I               |      | ~1550–1525 TCN; Niên đại phóng xạ cho giai đoạn trị vì của ông là vào khoảng 1570–1544 TCN, trung bình khoảng năm 1557 TCN | em trai và là người kế vị Kamose, chinh phạt miền bắc Ai Cập từ tay người Hyksos. |
| Djeserkare Amenhotep I                       |      | 1541–1520 | Con của Ahmose I. |
| Aakheperkare Thutmose I                      |      | 1520–1492 | Không rõ cha, có thể là Amenhotep I. Mẹ của ông là Senseneb. Lãnh thổ Ai Cập liên tục được mở rộng dưới Vương triều của ông. |
| Aakheperenre Thutmose II                     |      | 1492–1479 | Con của Thutmose I. Mẹ là Mutnofret con gái của Amenhotep I. |
| Maatkare Hatshepsut                          |      | 1479–1458 | Được biết đến là người phụ nữ thứ Hai cai trị Ai Cập. Có thể đã cùng cai trị với người cháu của bà là Thutmose III trong đầu thời kỳ trị vì. Bà còn nổi tiếng với chuyến thám hiểm tới xứ Punt được miêu tả lại trong ngôi đền an táng tại Deir el-Bahari. Bà cũng còn cho xây dựng nhiều ngôi đền và tượng đài. Thời kỳ bà cai trị là giai đoạn đỉnh cao quyền lực của Ai Cập. Bà là con gái của Thutmose I và Chính cung của người anh trai Thutmose II. |
| Menkheperre Thutmose III                     |      | 1458–1425 | Con trai của Thutmose II. Có thể trị vì cùng Hatshepsut, người cô đồng thời là mẹ kế của ông trong thời kỳ đầu cai trị. Ông nổi tiếng với việc mở rộng lãnh thổ tới Levant và Nubia. Dưới thời trị vì của ông, Đế chế Ai Cập cổ đại có lãnh thổ rộng lớn nhất. Ông cai trị trong giai đoạn đỉnh cao quyền lực của Ai Cập. Cuối thời kỳ trị vì của mình ông đã xóa bỏ mọi dấu tích về Hatshepsut trong các ngôi đền và tượng đài.                           |
| Aakheperrure Amenhotep II                    |      | 1425–1400 | Con của Thutmose III. Ông cai trị vào giai đoạn đỉnh cao quyền lực của Ai Cập. |
| Menkheperure Thutmose IV                     |      | 1400–1390 | Nổi tiếng với tấm bia đá giấc mơ. Con của Amenhotep II. Ông cai trị vào giai đoạn đỉnh cao quyền lực của Ai Cập. |
| Nebmaatre Amenhotep III Vị vua cao quý       |      | 1390–1352 | Cha của Akhenaten và ông nội của Tutankhamun. Ông cai trị vào giai đoạn đỉnh cao của quyền lực Ai Cập. Ông còn xây dựng nhiều ngôi đền và tượng đài, trong đó có ngôi đền an táng lớn của mình. Ông là con của Thutmose IV. |
| Neferkheperure-waenre Amenhotep IV/Akhenaten |      | 1352–1334 | Người sáng lập nên thời kỳ Amarna trong đó ông thay đổi tôn giáo của đất nước từ đa thần giáo Ai Cập cổ đại thành tôn giáo độc thần, tập trung vào việc thờ cúng thần Aten, với hình tượng đĩa mặt trời. Ông cho dời đô về Aketaten. Ông còn là người con trai thứ hai của Amenhotep III. Ông đổi tên từ Amenhotep (Amun là hài lòng) thành Akhenaten (Sức mạnh của Aten) để phản ánh sự thay đổi tôn giáo của mình.                                       |
| Ankhkheperure Smenkhkare                     |      | 1334–1333 | Trị vì cùng với Akhenaten trong những năm cuối Vương triều của ông ta. Không rõ Smenkhare có thực sự cai trị hay không. Danh tính và cả giới tính của Smenkhare là không chắc chắn. Một số cho rằng ông là con của Akenhaten, có thể là Tutankhamun, một số khác suy đoán rằng Smenkhare có thể là Nefertiti hoặc Meritaten. Có thể được kế vị hoặc đồng nhất với nữ pharaon có tên là Neferneferuaten.                                                    |
| Nebkheperure Tutankhaten/Tutankhamun         |      | 1333–1324 | Thường được cho là con của Akhenaten và giống như là đã phục hồi lại đa thần giáo Ai Cập cổ đại. Ông đổi tên từ Tutankhaten thành Tutankhamun nhằm phản ánh sự thay đổi tôn giáo từ thờ độc thần Aten quay về với tôn giáo truyền thống, trong đó Amun là vị thần chính. Ông lên ngôi khi mới khoảng 8 hoặc 9 tuổi và qua đời ở độ tuổi 18 hoặc 19. Ông được đặt cho biệt danh là "vị vua thiếu niên".                                                     |
| Kheperkheperure Ay                           |      | 1324–1320 | Là Đại tể tướng dưới Vương triều Tutankhamun và cũng là vị đại thần quan trọng dưới Vương triều các vị vua Akhenaten và Smenkhkare. Có thể là anh trai của Tiye, Chính cung của Amenhotep III, và cũng có thể là cha của Nefertiti, vợ của Akhenaten. Ông được tin là xuất thân từ giới quý tộc, nhưng không thuộc hoàng gia. Ông đã kế vị Tutankhamun do ông ta không có người kế vị.                                                                     |
| Djeserkheperure-setpenre Horemheb            |      | 1320–1292 | Xuất thân từ tầng lớp thường dân. Ông là một tướng quân trong thời kỳ Amarna. Dưới Vương triều của mình, ông đã phá hủy toàn bộ các hình ảnh cũng như các công trình có liên quan đến những vị Pharaon thời kỳ Armana. Ông đã kế vị Ay bất chấp Nakhtmin được coi là người thừa kế ngai vàng. |

### Vương triều thứ Mười chín
Vương triều thứ Mười chín cai trị trong khoảng 1292-1186 TCN với vị vua nổi tiếng là Rameses II.
| Tên                                    | Hình | Trị vì    | Ghi chú |
| -------------------------------------- | ---- | --------- | --- |
| Menpehtire Ramesses I                  |      | 1292–1290 | Không thuộc hoàng gia. Kế vị Horemheb do ông ta không có người thừa kế. |
| Menmaatre Seti I                       |      | 1290–1279 | Tái chiếm phần lớn lãnh thổ đã bị mất dười thời Akhenaten. |
| Usermaatre-setpenre Ramesses II Đại đế |      | 1279–1213 | Tiếp tục mở rộng lãnh thổ Ai Cập cho tới khi đạt tới sự cân bằng với đế chế Hittite sau trận chiến Kadesh vào năm 1275 TCN, tiếp đó là ký kết hiệp ước hòa bình nổi tiếng giữa Ai Cập-Hittite vào năm 1258 TCN. |
| Banenre Merenptah                      |      | 1213–1203 | Con trai thứ Mười ba của vua Ramesses II. |
| Menmire-setpenre Amenmesse             |      | 1203–1200 | Nhiều khả năng là một người cướp ngôi. Có thể cai trị đối lập với Seti II. Có thể là con của Merneptah. |
| Userkheperure Seti II                  |      | 1203–1197 | Con của Merneptah. Có thể ông đã phải trải qua cuộc chiến với Amenmesse trước khi tuyên bố lên ngôi. |
| Sekhaenre/Akhenre Merenptah Siptah     |      | 1197–1191 | Có thể là con của Seti II hoặc Amenmesse, đăng cai khi trẻ tuổi. |
| Satre-merenamun Tausret                |      | 1191–1190 | Có thể là vợ của Seti II. Còn được gọi là Twosret hoặc Tawosret. |

### Vương triều thứ Hai mươi
Vương triều thứ Hai mươi cai trị trong khoảng 1190-1077 TCN
| Tên                                       | Hình | Trị vì    | Ghi chú |
| ----------------------------------------- | ---- | --------- | --- |
| Userkhaure Setnakhte                      |      | 1190–1186 | Không liên quan tới Seti II, Siptah, hoặc Tausret. Có thể đã cướp ngôi từ Tausret. Không công nhận Siptah hoặc Tausret là người cai trị hợp pháp. Có thể là một thành viên trong một nhành nhỏ của hoàng tộc Ramesses. Còn được gọi là Setnakt.                                        |
| Usermaatre-meryamun Ramesses III          |      | 1186–1155 | Con của Setnakhte. Giao chiến với Hải nhân vào năm 1175 TCN. Ông có thể đã bị ám sát. |
| User/Heqamaatre-setpenamun Ramesses IV    |      | 1155–1149 | Con của Ramesses III. Trong thời gian trị vì của ông, quyền lực của Ai Cập bắt đầu suy yếu. |
| Usermaatre-sekheperenre Ramesses V        |      | 1149–1145 | Con của Ramesses IV |
| Nebmaatre-meryamun Ramesses VI            |      | 1145–1137 | Con của Ramesses III. Em của Ramesses IV. Chú của Ramesses V. |
| Usermaatre-setpenre-meryamun Ramesses VII |      | 1137–1130 | Con của Ramesses VI. |
| Usermaatre-akhenamun Ramesses VIII        |      | 1130–1129 | Pharaon ít được biết đến, trị vì trong thời gian 1 năm. Được đồng nhất với hoàng tử Sethiherkhepeshef II. Con của Ramesses III. Em của Ramesses IV và Ramesses VI. Chú của Ramesses V và Ramesses VII. Ông là người duy nhất thuộc Vương triều thứ Hai mươi vẫn chưa tìm thấy lăng mộ. |
| Neferkare-setpenre Ramesses IX            |      | 1129–1111 | Có thể là cháu nội của Ramesses III thông qua người cha là Montuherkhopshef. Em họ đầu tiên của Ramesses V và Ramesses VII. |
| Khepermaatre-setpenptah Ramesses X        |      | 1111–1107 | Pharaon ít được ghi chép lại, ông trị vì khoảng 3 tới 10 năm. Xuất thân của ông chưa được xác định rõ. |
| Menmaatre-setpenptah Ramesses XI          |      | 1107–1077 | Có thể là con của Ramesses X. Trong nửa giai đoạn sau Vương triều của ông, Đại tư tế của Amun Herihor đã kiểm soát toàn bộ miền nam từ Thebes, giới hạn quyền lực của ông ở Hạ Ai Cập. Ông sau đó được Smendes kế vị ở phía Bắc.                                                       |

## Thời kỳ chuyển tiếp thứ Ba

Lãnh thổ Ai Cập dưới thời kỳ chuyển tiếp lần thứ Ba

Thời kỳ chuyển tiếp thứ Ba (1077-732 trước Công nguyên) đánh dấu sự kết thúc của Tân vương quốc sau khi đế chế Ai Cập sụp đổ. Một số Vương triều của người Lybia đã cai trị trong thời gian này, thời kỳ này còn được gọi là thời kỳ Lybia.

### Vương triều thứ Hai mươi mốt
Vương triều thứ Hai mươi mốt đóng đô tại Tanis. Về mặt lý thuyết Vương triều thứ Hai mươi mốt cai trị toàn bộ Ai Cập nhưng thực tế họ chỉ kiểm soát vùng Hạ Ai Cập. Vương triều này kéo dài từ năm 1069-943 TCN.
| Tên                                              | Hình | Trị vì    | Ghi chú |
| ------------------------------------------------ | ---- | --------- | --- |
| Hedjkheperre-setpenre Nesbanebdjed I (Smendes I) |      | 1077–1051 | Kết hôn với Tentamun, Tentamun có thể là con gái của vua Ramesses XI. |
| Neferkare Heqawaset Amenemnisu                   |      | 1051–1047 | Có thể trị vì 4 năm. |
| Aakheperre Pasebakhenniut I (Psusennes I)        |      | 1047–1001 | Con của Pinedjem I, Đại tư tế của Amun. Cai trị từ 40 tới 51 năm. Ông nổi tiếng với lăng mộ tại Tanis. Ông còn được goi là "Pharaon bạc" do ông được chôn cất trong một cỗ quan tài bằng bạc đặt trong lăng mộ của mình. Một trong những vị vua quyền lực nhất của Vương triều. |
| Usermaatre Amenemope                             |      | 1001–992  | Con của Psusennes I. |
| Aakheperre Setepenre Osorkon (Osorkon Già)       |      | 992–986   | Con của Shoshenq A, Đại thủ lĩnh của Meshwesh (Libya). Còn được biết tới là Osochor. |
| Netjerikheperre-setpenamun Siamun-meryamun       |      | 986–967   | Không dõ nguồn gốc. Ông đã cho xây dựng nhiều công trình khắp nơi trong thời kỳ chuyển tiếp thứ Ba. Một trong những vị vua quyền lực nhất của Vương triều. |
| Titkheperure Pasebakhenniut II (Psusennes II)    |      | 967–943   | Con của Pinedjem II, Đại tư tế của Amun. |

### Theban Đại tư tế của Amun
Mặc dù không phải là các pharaon, các Đại tư tế của Amun tại Thebes lại là người cai trị thực tế của Thượng Ai Cập trong Vương triều thứ Hai mươi mốt và 22. Tên của họ được khắc trong đồ hình và chôn cất trong các lăng mộ hoàng gia.
| Tên                                 | Hình | Trị vì    | Ghi chú |
| ----------------------------------- | ---- | --------- | --- |
| Herihor                             |      | 1080-1074 | Đại tư tế Amun đầu tiên tuyên bố mình là Pharaon. Ông cai trị miền nam tại Thebes, trong khi đó Ramesses XI cai trị miền bắc tại Pi-Ramesses. |
| Piankh                              |      | 1074-1070 | - |
| Pinedjem I                          |      | 1070-1032 | Con của Piankh. Cha của Psusennes I. |
| Masaharta                           |      | 1054-1045 | Con của Pinedjem I. |
| Djedkhonsuefankh                    |      | 1046-1045 | Con của Pinedjem I. |
| Menkheperre                         |      | 1045-992  | Con của Pinedjem I. |
| Nesbanebdjed II (Smendes II)        |      | 992-990   | Con của Menkheperre. |
| Pinedjem II                         |      | 990-976   | Con của Menkheperre, cha của Psusennes II. |
| Pasebakhaennuit III (Psusennes III) |      | 976-943   | Có thể là Psusennes II. Ông hoặc Pinedjem II được coi là Đại tư tế Amun cuối cùng tự coi mình như một pharaon.                                |

### Vương triều thứ Hai mươi hai
Các pharaon cai trị là người Lybia, kéo dài từ năm 943-728 TCN:
| Tên                               | Hình | Trị vì  | Ghi chú                                                                       |
| --------------------------------- | ---- | ------- | ----------------------------------------------------------------------------- |
| Hedjkheperre-setepenre Shoshenq I |      | 943–922 | Con của Nimlot A, em của Osorkon Già và là Đại thủ lĩnh của Meshwesh (Libya). |
| Sekhemkheperre Osorkon I          |      | 922–887 | Con của Shoshenq I.                                                           |
| Heqakheperre Shoshenq II          |      | 887–885 | Pharaon khuyết danh, có thể đã cướp ngôi.                                     |
| Hedjkheperre Harsiese             |      | 880–860 | Người nổi dậy khuyết danh tại Thebes.                                         |
| Takelot I                         |      | 885–872 | Con của Osorkon I.                                                            |
| Usermaatre-setepenamun Osorkon II |      | 872–837 | Con của Takelot I.                                                            |
| Usermaatre-setepenre Shoshenq III |      | 837–798 | -                                                                             |
| Shoshenq IV                       |      | 798–785 | -                                                                             |
| Usermaatre-setepenre Pami         |      | 785–778 | -                                                                             |
| Aakheperre Shoshenq V             |      | 778–740 | -                                                                             |
| Aakheperre-setepenamun Osorkon IV |      | 740–720 | -                                                                             |

### Vương triều thứ Hai mươi ba
Vương triều thứ Hai mươi ba là nhóm các vị vua địa phương, có nguồn gốc Libya, đóng đô tại Herakleopolis và Thebes trong giai đoạn từ năm 837-735 TCN
| Tên                                | Hình | Trị vì  | Ghi chú |
| ---------------------------------- | ---- | ------- | --- |
| Hedjkheperre-setpenre Takelot II   |      | 837–813 | Trước đây được cho là vị pharaon thuộc Vương triều thứ Hai mươi hai, ông được biết tới là người sáng lập nên Vương triều 23. |
| Usermaatre-setepenamun Pedubast    |      | 826–801 | Một thủ lĩnh đối lập chiếm giữ Thebes từ tay Takelot II                                                                      |
| Usermaatre-setepenamun Iuput I     |      | 812–811 | Cùng cai trị với Pedubast |
| Usermaatre Shoshenq VI             |      | 801–795 | Kế vị Pedubast |
| Usermaatre-setepenamun Osorkon III |      | 795–767 | Con của Takelot II; tái chiếm Thebes, sau đó tự tuyên bố làm vua                                                             |
| Usermaatre-setpenamun Takelot III  |      | 773–765 | Cùng cai trị với người cha Osorkon III trong 5 năm đầu ông trị vì.                                                           |
| Usermaatre-setpenamun Rudamun      |      | 765–762 | Con trai Osorkon III và em trai của Takelot III.                                                                             |

Rudamun đã được kế vị ở Thebes bởi lãnh chúa địa phương: 
| Tên             | Hình | Trị vì | Ghi chú                    |
| --------------- | ---- | ------ | -------------------------- |
| Menkheperre Ini |      | 762-?  | Trị vì duy nhất tại Thebes |

### Người Libu
Không được công nhận là một Vương triều, người Libu là nhóm dân tộc du mục từ phía Tây (Libya) chiếm đóng và kiểm soát phía Tây đồng bằng sông Nile từ năm 805-732 TCN.
| Tên           | Hình | Trị vì  | Ghi chú |
| ------------- | ---- | ------- | ------- |
| Inamunnifnebu |      | 805–795 |         |
| ?             |      | 795–780 | -       |
| Niumateped    |      | 780–755 | -       |
| Titaru        |      | 763–755 | -       |
| Ker           |      | 755–750 | -       |
| Rudamon       |      | 750–745 | -       |
| Ankhor        |      | 745–736 | -       |
| ?             |      | 736–732 | -       |

### Vương triều thứ Hai mươi tư
Vương triều thứ Hai mươi tư là Vương triều ngắn ngủi trong lịch sử nằm ở phía Tây đồng bằng sông Nile (Sais). Vương triều này chỉ có 2 vị vua cai trị từ 732-720 TCN.
| Tên                            | Hình | Trị vì  | Ghi chú |
| ------------------------------ | ---- | ------- | ------- |
| Shepsesre Tefnakhte            |      | 732–725 | -       |
| Wahkare Bakenrenef (Bocchoris) |      | 725–720 | -       |

## Thời Hậu nguyên
Thời Hậu nguyên kéo dài từ năm 732 TCN cho đến khi Ai Cập trở thành tỉnh thuộc La Mã vào năm 30 TCN. Bao gồm các thời kỳ cai trị của người Nubia, Ba Tư, và Macedonia. 

### Vương triều thứ Hai mươi lăm
Người Nubia xâm chiếm Hạ Ai Cập và lên ngôi vua của Ai Cập dưới Vương triều Piye mặc dù họ đã kiểm soát vùng Thượng Ai Cập và Thebes vào giai đoạn đầu Vương triều của Piye. Piye chinh phạt Hạ Ai Cập và thiết lập Vương triều thứ Hai mươi lăm cai trị tới năm 656 TCN. 
| Tên                    | Hình | Trị vì                                       | Ghi chú                                                                                              |
| ---------------------- | ---- | -------------------------------------------- | --- |
| Usermaatre Piye        |      | 752–721 theo Dan'el Kahn                     | Vua của Nubia; chinh phạt Ai Cập năm thứ Hai mươi; cai trị đầy đủ ít nhất 24 năm, có thể hơn 30 năm  |
| Neferkare Shabaka      |      | 721–707/706 theo Rolf Krauss/David Warburton | - |
| Djedkaure Shebitku     |      | 707/706–690 theo Dan'el Kahn                 | - |
| Khuinefertemre Taharqa |      | 690–664                                      | - |
| Bakare Tantamani       |      | 664–653                                      | Mất kiểm soát Thượng Ai Cập vào năm 656 TCN khi Psamtik I mở rộng quyền lực tới Thebes trong năm đó. |

Cuối cùng họ bị đẩy lui về Nubia, ở đây họ thành lập vương quốc tại Napata (656–590), và sau đó tại Meroë (590 TCN – thế kỷ thứ Tư công nguyên).

### Vương triều thứ Hai mươi sáu
Vương triều thứ Hai mươi sáu cai trị khoảng từ năm 672-525 trước Công nguyên.
| Tên                                       | Hình | Trị vì      | Ghi chú |
| ----------------------------------------- | ---- | ----------- | --- |
| Menkheperre Nekau I (Necho I)             |      | 672–664 TCN | Đã bị giết bởi những người Kush xâm lược vào năm 664 TCN dưới Vương triều Tantamani. Ông là cha của Psamtik I.                                                          |
| Wahibre Psamtik I (Psammetichus I)        |      | 664–610 TCN | Thống nhất Ai Cập. Con của Necho I và cha của Necho II. |
| Wehemibre Necho II (Necho II)             |      | 610–595 TCN | Nhiều khả năng là pharaon được đề cập trong kinh thánh. con của Psamtik I và cha của Psamtik II.                                                                        |
| Neferibre Psamtik II (Psammetichus II)    |      | 595–589 TCN | Con của Necho II và cha của Apries. |
| Haaibre Wahibre (Apries)                  |      | 589–570 TCN | Bỏ chạy khỏi Ai Cập khi Amasis II (là vị tướng trong thời điểm đó) tuyên bố là pharaoh sau cuộc nội chiến. Ông là con của Psamtik II.                                   |
| Khnemibre Ahmose II (Amasis II)           |      | 570–526 TCN | Ông là vị vua quyền lực cuối cùng của Ai Cập trước cuộc chinh phạt của người Ba Tư. Theo nhà sử học Hy Lạp Herodotus, ông có nguồn gốc thường dân. Cha của Psamtik III. |
| Ankhkaenre Psamtik III (Psammetichus III) |      | 526–525 TCN | Con của Amasis II. Cai trị 6 tháng trước đó bị người Ba Tư đánh bại trong trận Pelusium vào năm 525 TCN và sau đó bị xử tử vì cố gắng khởi nghĩa.                       |

### Vương triều thứ Hai mươi bảy (thời kỳ Ba Tư thứ nhất)
Ai Cập bị đế quốc Ba Tư chinh phạt vào năm 525 TCN và sáp nhập vào Ba Tư tới năm 404 TCN. Các shahenshahs của Vương triều Achaemenes được công nhận là pharaon trong thời kỳ này.
| Tên                    | Hình | Trị vì                             | Ghi chú                                                                           |
| ---------------------- | ---- | ---------------------------------- | --------------------------------------------------------------------------------- |
| Cambyses (Cambyses II) |      | 525–521 TCN                        | Đánh bại Psamtik III trong trận chiến Pelusium vào năm 525 TCN                    |
| Smerdis (Bardiya)      |      | 522–521 TCN                        | Con của Cyrus Đại đế                                                              |
| Petubastis III         |      | 522/21–520 TCN                     | Thủ lĩnh quân khởi nghĩa Ai Cập ở đồng bằng sông Nile                             |
| Darius I Đại đế        |      | 521–486 TCN                        | -                                                                                 |
| Xerxes I Đại đế        |      | 486–465 TCN                        | -                                                                                 |
| Psammetichus IV        |      | Có thể trong thời gian năm 480 TCN | Có thể là một thủ lĩnh quân khởi nghĩa Ai Cập. Niên đại chính xác chưa chắc chắn. |
| Artabanus của Hyrcania |      | 465–464 TCN                        | -                                                                                 |
| Artaxerxes I tay dài   |      | 464–424 TCN                        | -                                                                                 |
| Xerxes II              |      | 424–423 TCN                        |                                                                                   |
| Sogdianus              |      | 424–423 TCN                        |                                                                                   |
| Darius II              |      | 424–404 TCN                        |                                                                                   |

### Vương triều thứ Hai mươi tám
Vương triều thứ Hai mươi tám kéo dài từ năm 404-398 TCN chỉ với một pharaon.
| Tên       | Hình | Trị vì      | Ghi chú |
| --------- | ---- | ----------- | --- |
| Amyrtaeus |      | 404–398 TCN | Hậu duệ của các pharaon Sais thuộc Vương triều thứ Hai mươi sáu; Ông lãnh đạo cuộc khởi nghĩa thành công chống lại người Ba Tư |

### Vương triều thứ Hai mươi chín
Vương triều thứ Hai mươi chín vì từ 398-380 TCN.
| Tên                          | Hình | Trị vì      | Ghi chú                                                                                   |
| ---------------------------- | ---- | ----------- | ----------------------------------------------------------------------------------------- |
| Baenre Nefaarud I            |      | 398–393 TCN | Còn được biết tới là Nepherites. Đánh bại Amyrtaeus trên chiến trường và xử tử ông ta.    |
| Psammuthes                   |      | 393 TCN     | -                                                                                         |
| Khenemmaatre Hakor (Achoris) |      | 393–380 TCN | Lật đổ người tiền nhiệm là Psammuthes. Cha của Nefaarud II.                               |
| Nefaarud II                  |      | 380 TCN     | Đã bị lật đổ và có thể bị Nectanebo I sát hại sau khi trị vì được 4 tháng. Con của Hakor. |

### Vương triều thứ Ba mươi
Vương triều thứ Ba mươi kéo dài từ 380 TCN đến khi Ai Cập bị Ba Tư cai trị một lần nữa vào năm 343 TCN.
| Tên                                       | Hình | Trị vì      | Ghi chú |
| ----------------------------------------- | ---- | ----------- | --- |
| Kheperkare Nekhtnebef (Nectanebo I)       |      | 380–362 TCN | Còn được biết là Nekhtnebef. Ông đã lật đổ và có khả năng là đã sát hại Nefaarud II, sau đó bắt đầu Vương triều pharaon cuối cùng của người bản địa. Cha của Teos. |
| Irimaatenre Djedher (Teos)                |      | 362–360 TCN | Cùng cai trị với vua cha Nectanebo I từ khoảng năm 365 TCN. Ông đã bị Nectanebo II lật đổ với sự hỗ trợ từ Agesilaus II của Sparta.                                |
| Senedjemibre Nakhthorhebyt (Nectanebo II) |      | 360–343 TCN | Pharaon bản địa cuối cùng của Ai Cập cổ đại |

### Vương triều thứ Ba mươi mốt (thời kỳ Ba Tư lần thứ Hai)
Ai Cập tiếp tục bị cai trị bởi Vương triều Achaemenes của Ba Tư. Theo Manetho, những vị vua Ba Tư cai trị từ năm 343 tới 332 TCN. 
| Tên                 | Hình | Trị vì      | Ghi chú                                                  |
| ------------------- | ---- | ----------- | -------------------------------------------------------- |
| Artaxerxes III      |      | 343–338 TCN | Ai Cập dưới sự cai trị của Ba Tư lần thứ Hai             |
| Artaxerxes IV Arses |      | 338–336 TCN | Trị vì duy nhất tại Hạ Ai Cập                            |
| Khababash           |      | 338–335 TCN | Pharaon nổi loạn tiến hành cuộc xâm lược Nubia           |
| Darius III          |      | 336–332 TCN | Thượng Ai Cập trở lại sự kiểm soát của Ba Tư năm 335 TCN |

### Vương triều Argead
Alexander Đại đế của Macedonia chinh phạt thành công Ba Tư và Ai Cập. Vương triều Argead cai trị từ 332-309 TCN.
| Tên                                                 | Hình | Trị vì      | Ghi chú                                                |
| --------------------------------------------------- | ---- | ----------- | ------------------------------------------------------ |
| Setepenre-meryamun Alexander III (Alexander Đại đế) |      | 332–323 TCN | Vua Macedon chinh phạt Ba Tư và Ai Cập                 |
| Philip III Arrhidaeus                               |      | 323–317 TCN | Anh trai cùng cha khác mẹ của vua Alexander III Đại đế |
| Haaibre Alexander IV                                |      | 317–309 TCN | Con của Alexander III Đại đế với Roxana                |

### Vương triều Ptolemaic
Vương triều của Hy Lạp thứ hai, nhà Ptolemaios đã cai trị từ năm 305 TCN đến khi Ai Cập trở thành một tỉnh của La Mã vào năm 30 TCN (có nhiều niên đại với thời gian chồng chéo lên nhau, có nghĩa là đã có một giai đoạn đồng trị vì). Thành viên nổi tiếng nhất của Vương triều này là Cleopatra VII, còn được gọi giản đơn là Cleopatra, từng là người tình của Julius Caesar, sau khi Julius Caesar qua đời thì bà đã cưới Mark Antony và có hai người con với ông. Cleopatra đã cố gằng xây dựng mối liên minh giữa Ai Cập và La Mã nhưng với việc Julius Caesar bị ám sát và thất bại của Mark Antony đã khiến cho kế hoạch của bà sụp đổ. Caesarion (Ptolemaios XV Philopator Philometor Caesar) là vị vua cuối cùng thuộc Vương triều Ptolemaios của Ai Cập, ông đã cùng cai trị với mẹ mình là Cleopatra VII của Ai Cập từ ngày 2 tháng 9 năm 47 TCN. Ông là con trai cả của Nữ hoàng Cleopatra VII, và có thể là con trai duy nhất của Julius Caesar. Sau cái chết của Cleopatra VII vào ngày 12 tháng 8, năm 30 TCN, ông trở thành người cai trị duy nhất. Sau đó ông bị hành quyết theo lệnh của Octavian vào ngày 23 tháng 8, năm 30 TCN, Ai Cập tiếp đó bị sáp nhập thành một tỉnh La Mã. 
| Tên                                           | Hình | Trị vì             | Ghi chú |
| --------------------------------------------- | ---- | ------------------ | --- |
| Setepenre-meryamun Ptolemaios I Soter         |      | 305–285 TCN        | Thoái vị năm 285 TCN; mất năm 283 TCN |
| Berenice I                                    |      | ?–285 TCN          | Vợ của Ptolemaios I |
| Weserkare-meryamun Ptolemaios II Philadelphos |      | 288–246 TCN        | - |
| Arsinoe I                                     |      | 284/281– ~ 274 TCN | Vợ của Ptolemaios II |
| Arsinoe II                                    |      | 277–270 TCN        | Vợ của Ptolemaios II |
| Ptolemaios III Euergetes I                    |      | 246–222 TCN        | - |
| Berenice II                                   |      | 244/243–222 TCN    | Vợ của Ptolemaios III |
| Ptolemaios IV Philopator                      |      | 222–204 TCN        | - |
| Arsinoe III                                   |      | 220–204 TCN        | Vợ của Ptolemaios IV |
| Hugronaphor                                   |      | 205–199 TCN        | Pharaon nổi dậy ở miền nam |
| Ankhmakis                                     |      | 199–185 TCN        | Pharaon nổi dậy ở miền nam |
| Ptolemaios V Epiphanes                        |      | 204–180 TCN        | Nổi dậy tại Thượng Ai Cập 207–186 TCN |
| Cleopatra I                                   |      | 193–176 TCN        | Vợ của Ptolemaios V, đồng cai trị với Ptolemaios VI |
| Ptolemaios VI Philometor                      |      | 180–164 TCN        | Mất năm 145 TCN |
| Cleopatra II                                  |      | 175–164 TCN        | Vợ của Ptolemaios VI |
| Ptolemaios VIII Euergetes II                  |      | 171–163TCN         | được dân chúng Alexandria tôn lên làm vua vào năm 170 TCN; Cai trị cùng với Ptolemaios VI Philometor và Cleopatra II từ năm 169 tới 164 TCN. Mất 116 TCN                                        |
| Ptolemaios VI Philometor                      |      | 163–145 TCN        | Ai Cập dưới sự kiểm soát của Ptolemaios VIII 164 TCN–163 TCN; Ptolemaios VI tái trị vì năm 163 TCN                                                                                              |
| Cleopatra II                                  |      | 163–127 TCN        | Kết hôn với Ptolemaios VIII; lãnh đạo cuộc nổi loạn năm 131 TCN và trở thành người duy nhất cai trị Ai Cập.                                                                                     |
| Ptolemaios VII Neos Philopator                |      | 145–144 TCN        | Đồng cai trị với vua cha; sau đó nằm dưới sự nhiếp chính của người mẹ là nữ hoàng Cleopatra II                                                                                                  |
| Ptolemaios VIII Euergetes II                  |      | 145–131 TCN        | Tái trị vì |
| Cleopatra III                                 |      | 142–131 TCN        | Vợ thứ hai của Ptolemaios VIII |
| Ptolemaios Memphitis                          |      | 131 TCN            | Được Cleopatra II lập làm vua; sau đó bị giết bởi Ptolemaios VIII |
| Ptolemaios VIII Euergetes II                  |      | 127–116 TCN        | Tái phục vị |
| Cleopatra III                                 |      | 127–107 TCN        | Phục vị cùng với Ptolemaios VIII; đồng cai trị với Ptolemaios IX và X. |
| Cleopatra II                                  |      | 124–116 TCN        | Hòa giải với Ptolemaios VIII; đồng cai trị với Cleopatra III và Ptolemaios đến 116 TCN. |
| Ptolemaios IX Soter II                        |      | 116–110 TCN        | Mất 80 TCN |
| Cleopatra IV                                  |      | 116–115 TCN        | Một thời gian ngắn kết hôn với Ptolemaios IX, nhưng bị Cleopatra III trục xuất |
| Ptolemaios X Alexander I                      |      | 110–109 TCN        | Mất 88 TCN |
| Berenice III                                  |      | 81–80 TCN          | Buộc phải kết hôn với Ptolemaios XI; bị sát hại 19 ngày sau theo lệnh của ông ta. |
| Ptolemaios XI Alexander II                    |      | 80 TCN             | Con của Ptolemaios X Alexander; được Sulla đưa lên ngôi; cai trị 80 ngày trước khi bị người dân lật đổ vì đã sát hại Berenice III                                                               |
| Ptolemaios XII Neos Dionysos (Auletes)        |      | 80–58 TCN          | Con của Ptolemaios IX; mất năm 51 TCN |
| Cleopatra V                                   |      | 79–68 TCN          | Vợ của Ptolemaios XII, mẹ của Berenice IV |
| Cleopatra VI                                  |      | 58–57 TCN          | Con gái của Ptolemaios XII |
| Berenice IV                                   |      | 58–55 TCN          | Con gái của Ptolemaios XII; buộc kết hôn với Seleukos Kybiosaktes, nhưng đã giết ông ta. Đồng cai trị với Cleopatra VI đến 57 TCN.                                                              |
| Ptolemaios XII                                |      | 55–51 TCN          | Tái phục vị; trị vì thời gian ngắn với con gái của mình là Cleopatra VII trước khi qua đời |
| Cleopatra VII                                 |      | 51–30 TCN          | Đồng cai trị với vua cha là Ptolemaios XII, chị gái và là vợ của Ptolemaios XIII, chị gái và là vợ của Ptolemaios XIV, cùng cai trị với con trai bà là Ptolemaios XV; còn được gọi là Cleopatra |
| Ptolemaios XIII                               |      | 51–47 TCN          | Em trai cùng cha khác mẹ của Cleopatra VII |
| Arsinoe IV                                    |      | 48–47 TCN          | Em gái cùng cha khác mẹ của Cleopatra VII |
| Ptolemaios XIV                                |      | 47–44 TCN          | Em trai của Cleopatra VII và Ptolemaios XIII |
| Ptolemaios XV                                 |      | 44–30 TCN          | Con trai của Cleopatra VII; cai trị với Cleopatra lúc 3 tuổi. Ông là vị vua Ai Cập cổ đại cuối cùng trước khi người La Mã xâm lược.                                                             |

## La Mã
Cleopatra có cuộc tình với nhà độc tài của La Mã Julius Caesar và thống chế La Mã Mark Antony (Marcus Antonius). Sau khi Marcus Antonius bị sát hại bởi Octavian (sau này là hoàng đế Augustus) bà tự tử. Và Ai Cập sáp nhập thành tỉnh của La Mã từ năm 30 TCN. Các Hoàng đế La Mã tiếp theo vẫn tiếp tục sử dụng danh hiệu Pharaon cho sự cai trị của mình tại Ai Cập. Hoàng đế La Mã cuối cùng được trao tước hiệu Pharaon là Maximinus Daia (trì vì từ 311–313 CN). Danh sách Hoàng đế La Mã sử dụng danh hiệu pharaon và bao gồm cả Decius, xem tại Danh sách Hoàng đế La Mã.